# برخ‌ایک
برخ‌ایک (به هلندی: Bergeijk) یک منطقهٔ مسکونی در هلند است که در Bergeijk واقع شده‌است. برخ‌ایک ۳۲ متر بالاتر از سطح دریا واقع شده‌است.